# Errina hicksoni
Errina hicksoni är en nässeldjursart som beskrevs av Stephen D. Cairns 1991. Errina hicksoni ingår i släktet Errina och familjen Stylasteridae. Inga underarter finns listade i Catalogue of Life.